# هولي جيبس
هولي جيبس (بالإنجليزية: Holly Gibbs)‏ هي ممثلة بريطانية، ولدت في 25 أغسطس 1997 بإنجلترا في المملكة المتحدة.

## وصلات خارجية
- هولي جيبس على موقع IMDb (الإنجليزية)
- هولي جيبس على موقع ألو سيني (الفرنسية)
- هولي جيبس على موقع أول موفي (الإنجليزية)
- هولي جيبس على موقع قاعدة بيانات الأفلام السويدية (السويدية)
- هولي جيبس على موقع قاعدة بيانات الفيلم (الإنجليزية)
- هولي جيبس على موقع كينوبويسك (الروسية)